# قواعد بيانات علم دراسة السموم المائية
قواعد بيانات علم دراسة السموم المائية هي عبارة عن مجموعات تصنيفية كبرى من البيانات المشتقة من الدراسات لسميّة المواد المائية والبيئية، هذه البيانات تم تجميعها من عدد كبير من الدراسات الفردية التي فيها تم تحديد التأثيرات السامة على الكائنات المائية والبرية لمختلف المواد الكيميائية، هذه القواعد يتم استخدامها من قبل علماء دراسة السموم الكيميائيون والوكالات التنظيمية وذلك لبحث وتنبؤ مدى تسبّب هذه المادة سواء عضوية أو غير عضوية للآثار الجانبية على الكائنات التي يتعرضون لها.
العديد من قواعد البيانات تم تجميعها خصيصاً لعلم دراسة السموم المائية.

## الفائدة منها
هذه القواعد هي مصادر قيّمة في مجال دراسة السموم المائية؛ لأن مدى احتمالية تسبّب المادة الكيميائية للسميّة هي مختلفة ومتنوعة عبر مجال واسع من الملوثات في البيئة؛ وهذا لأن احتمالية ان يصل الكائن الحي لمرحلة التسمم التي تعتمد اعلى تركيز المادة الكيميائية التي تعرض لها من انسجة معينه من جسمه والخصائص الكيميائية والحيوية لهذه المادة والمدة التي تعرض لها من قبل هذا الكائن.
الأدوات القادرة على تحديد مدى سمومية المواد الكيميائية المعينة على كائنات محددة أو مجموعة منهم هي أساسية للباحثين والمنظمين في مجال علم دراسة السموم

## قواعد البيانات المتاحة
```
توجد قواعد بيانات متعددة للسمية المائية، وتتعلق كل منها بوجه عام بجانب واحد من السموم المائية مثل مركبات 
ثنائي الفينيل متعدد الكلور
، 
بقايا الأنسجة
 أو سمية الرواسب. تحتفظ 
وكالة حماية البيئة الأمريكية
، USGS، سلاح المهندسين بالجيش الأمريكي 
والإدارة الوطنية للمحيطات والغلاف الجوي
 بقواعد بيانات إعلامية وتنظيمية أخرى عن 
علم السموم
 بشكل عام. توجد في الولايات المتحدة ثلاث قواعد بيانات رئيسية تتعلق على وجه التحديد بالسموم المائية: قاعدة بيانات السمية / البقايا، وقاعدة بيانات آثار البقايا البيئية وقاعدة بيانات ECOTOX.
```

تحتفظ وكالة حماية البيئة الأمريكية بقاعدة بيانات السمية / البقايا وهي قاعدة بيانات للتنبؤ بسمية المواد الكيميائية العضوية وغير العضوية للكائنات المائية.  تم تطوير قاعدة البيانات هذه من قبل مكتب EPA Duluth وأصبح يعمل في عام 1999. هذه القاعدة مشتقة من أكثر من 500 مرجع نظير تم عرضها وهي مجموعة من نتائج ابحاث على 200 مادة كيميائية و 190 جنس سواء من الماء العذب أو المالح، البيانات تتعلق بأقصى ردة فعل من قبل الكائن تم قياسها اثناء تعرض الكائن -الذي يٌجرى عليه الاختبارات - لتركيز المادة الكيميائية، وردة الفعل هذه تكون إذا انخفضت العمليات الحيوية في الجسم أو زيادة التنفس لدى الكائن أو حتى قتل هذا الكائن، أكثر من 3000 تأثير تم جمعه من قطعة صغيره من البرنامج الذي تم تحميله لجمع بيانات أقصى نقطة للنجاة أو النمو أو التكاثر
قاعدة بيانات اثار البقايا البيئية - ERED
هذه قاعدة البيانات تم إنشاءها من مؤسسة US Army Corps of Engineers التي تربط بين البيانات التي تتعلق بتجمع (تراكيز) السموم في الأنسجة وأقصى تحمل لتأثير المادة مثلا إذا سببت الوفاة له أو أعاقت نموه أو ردة فعل أعضاءه والعمليات الحيوية داخله، هذه البيانات أيضا تشمل تركيز اقل استجابة تم تعقبه LOED وتركيز عدم استجابة تم تعقبه، هذه القاعدة مشتقة من 2329 مرجع نظير تم عرضه بخصوص 413 مادة كيميائية، هذه القاعدة تضم المؤلفات من عام 1964 إلى الآن وتشمل أكثر من 15 الف تسجيل، هذه القاعدة يتم تحديثها سنويا بمعدل 300 تسجيل أو أكثر
قاعدة ERED هي مخصصة لدراسة سميّة الرواسب وتأثيرات الملوثات في المواد التي تم جرفها على كائنات المياه العذبة، المقصود من هذه القاعده ان يتم استخدامها في تقييم إمكانية تلويث تراكيز من الرواسب التي تم جرفها لتمتلك آثار جانبية غير مقبولة على الكائنات المائية، على الرغم من ان هذه القاعدة صممت لتكون أداة لمؤسسة Army Corps of Engineers لإدارة الآثار الجانبية للجرف؛ الا أنه يتم تطبيقها بشكل واسع لإدارة ودراسات سميّة الرواسب.
تحرير قاعدة بيانات ECOTOX
يعتبر ECOTOX
```
أكثر شمولية من حيث أنه يحمل نتائج اختبارات السمية للمواد الكيميائية المفردة على النباتات والحيوانات المائية والبرية.
يمكن العثور على بيانات عن كل من المياه العذبة والأصناف البحرية.
```

تجمع ECOTOX
البيانات من قواعد البيانات التي أنشأتها وكالة حماية البيئة سابقاً
PHYTOTOX وTERRATOXوAQUIRE
التي توفر بشكل فردي الأنواع المائية والأرضية وبيانات النباتات على التوالي.يتم جمع البيانات الكبيرة من الأدبيات التي تتم مراجعتها من قبل النظراء ولكن يتم الحصول على قدر من البيانات من الأدب الرمادي.يتيح استخدام وظيفة الاستعلام السريع لقاعدة البيانات عمليات البحث حسب الاسم الكيميائي والتصنيف والتأثير وسنة النشر. يتم استخدام البيانات من
ECOTOX
لتوفير المعلومات المرجعية لدراسات السمية الحالية وتعمل كمبدأ توجيهي تنظيمي.
فحص بيانات مصدر ECOTOX تخضع البيانات الناتجة عن دراسات السمية التي تم دمجها في قاعدة بيانات ECOTOX إلى معايير الفحص وضمان الجودة التي طورتها وكالة حماية البيئة ومكتب برامج المبيدات (OPP).من أجل قبول نتائج الدراسة من قبل وكالة حماية البيئة وOPP، يجب ان تتبع دراسة السمية أو تتكون مما ما يلي:
1-ترتبط التأثيرات السامة بالتعرض الكيميائي الفردي
2-التأثيرات السامة على النباتات المائية أو البرية أو الأنواع الحيوانية
3-هناك تأثير بيولوجي على الكائنات الحية.
4- تم الإبلاغ عن تركيز / جرعة أو معدل تطبيق كيميائي بيئي متزامن
5- هناك مدة واضحة للتعرض
بالإضافة إلى المعايير المذكورة أعلاه، يتم تطبيق المعايير التالية، التي تمت مناقشتها بمزيد من التفصيل في المرفق الأول، بواسطة OPP كشاشة أخرى للمقبولية:
تم الإبلاغ عن معلومات علم السموم لمادة كيميائية تهم OPP ؛
```
المقالة منشورة باللغة الإنجليزية.
الدراسة مقدمة كمقالة كاملة.
الورقة هي وثيقة متاحة للجمهور.
الورقة هي المصدر الأساسي للبيانات
تم الإبلاغ عن نقطة نهاية محسوبة؛
تتم مقارنة العلاج (العلاجات) بمراقبة مقبولة؛
تم الإبلاغ عن موقع الدراسة (على سبيل المثال، المختبر مقابل الميدان)؛ و
تم الإبلاغ عن الأنواع المختبرة والتحقق منها.
```